# Helmut Niedermayr
Helmut Niedermayr (n. 29 noiembrie 1915, München, Imperiul German – d. 3 aprilie 1985, Christiansted⁠(d), Saint Croix⁠(d), United States Virgin Islands) a fost un pilot de Formula 1. De-a lungul carierei a luat startul în 1 cursă, niciuna din pole-position. Nu a câștigat nicio cursă și nu a terminat niciodată pe podium, acumulând 0 puncte în întreaga activitate ca pilot de Formula 1.